# 羹脍赛湖
羹脍赛湖是一个位于中国安徽省铜陵市的淡水湖，面积约为3.08平方千米，属于长江区。它的一级流域为长江流域，二级流域为长江干流水系。